# Esclavitud Mercedaria (Salamanca)
La Venerable Cofradía de Nuestra Señora de la Merced, conocida como Esclavitud Mercedaria, es una hermandad de gloria de Salamanca establecida en el convento de la Vera Cruz de los Mercedarios.

## Historia
La Orden de la Merced había abandonado Salamanca como consecuencia de los procesos desamortizadores del s. XIX. En 1945  la comunidad volvió a la ciudad, y en 1950 se asentó en un nuevo convento cuya construcción fue patrocinada por la familia García Blanco.
Los frailes refundadores se propusieron promover de la devoción mariana en la zona de influencia de su nueva casa, formada por barrios de nueva creación en las cercanías de la plaza de toros de  la Glorieta. Impulsada por el P. Elías Gómez en 1951 se erigió la Venerable Esclavitud Mercedaria, que contaba con más de cien miembros. Desde la Esclavitud se realizaron programas de labor social para el barrio, con catequesis para los niños pobres, puesta en marcha de un ropero y banco de alimentos. En torno a la festividad de la Merced se organizaban las fiestas de estos barrios que llegaron a ser una especie de prolongación de las ferias y fiestas de Salamanca. Entre las celebraciones se incluía la procesión con una pequeña imagen de la Merced cargada por los militares del cuartel General Arroquia.
La Esclavitud fue decayendo con el tiempo hasta casi su extinción, aunque a comienzos de este siglo la comunidad recuperó la procesión con la talla de la Merced del altar mayor del convento. En 2019 las Asociaciones de vecinos AVESAL y La Salmantina solicitaron tomar por patrona a la Virgen de la Merced, con la aprobación del obispado. Desde ese momento las fiestas vecinales se harían en honor a la Virgen de la Merced, cuya procesión se realizaría el sábado dentro de la octava de su fiesta. Desde el convento se encargó una nueva imagen de vestir para la procesión y se proyectó la restauración de la Esclavitud Mercedaria. Ese mismo año la Hermandad de Jesús Despojado y  la orden Mercedaria presentaron el proyecto Merced 2020 con dos objetivos: Realizar la nueva Imagen de Nuestra Señora de la Merced y conmemorar el 75 aniversario de la llegada a Salamanca de la comunidad de Padres Mercedarios en 1945.
El 21 de noviembre de 2020 la imagen fue bendecida por el obispo en la Catedral Nueva. Al día siguiente el Provincial presidió la Eucaristía de entronización de la imagen en la iglesia del convento de la Merced e hizo lectura pública del decreto de restauración de la Esclavitud Mercedaria de Salamanca.
En 2023 se celebró la procesión con la nueva imagen de Nuestra Señora de la Merced por los barrios de Salesas y Labradores sobre el paso del Lignum Crucis, cedido por la Cofradía de la Vera Cruz. En 2024 la Hermandad del Despojado asumió, ad experimentum, la organización de la procesión de Nuestra Señora de la Merced a modo de rama letífica propia, con la previsión de que pueda afianzarse a perpetuidad.

## Titular
La imagen de la Virgen de la Merced y el Divino Infante es obra de los imagineros Juan Jiménez y Pablo Porras. Se trata de una imagen de candelero para vestir a tamaño natural, con el Niño en talla completa, que fue bendecida en noviembre de 2020.